# Síndrome de China
El síndrome de China es una hipótesis extrema que trata sobre la fusión de un reactor nuclear, en la cual el material fundido resultante de este atraviesa la barrera de hormigón o cemento debajo de él y fluye fuera del edificio que lo contiene.
El origen de la frase está relacionado con el concepto de que el material radioactivo fundido de un reactor nuclear estadounidense que sufriese semejante accidente podría hipotéticamente atravesar la corteza de la Tierra y alcanzar las antípodas de los Estados Unidos, popularmente —pero de forma incorrecta— asociadas a China. Obviamente, la aparición del material fundido por las antípodas es imposible pues requeriría que este subiese en contra de la gravedad, sin ningún tipo de propulsión. Por ello, si bien la penetración del material en el suelo es una posibilidad, el síndrome de China se considera pseudociencia.

## Historia y uso del término
El  tamaño de las plantas nucleares encargadas a fines de la década de 1960 generó nuevos interrogantes sobre la seguridad y causó el miedo de que el accidente serio de un reactor nuclear pudiese liberar una gran cantidad de radiación al medio ambiente y hacia la atmósfera.
A principios del decenio de 1970 hubo una continua controversia, en la prensa técnica especializada y hasta en los medios masivos de comunicación (sobre todo de los Estados Unidos), sobre el rendimiento de los sistemas de emergencia de refrigeración por agua de los núcleos en las plantas nucleares, diseñados para prevenir la fundición del núcleo de un reactor nuclear, pudiendo dar paso a un síndrome de China.
En 1971 el físico nuclear Ralph Lapp utilizó el término compuesto "síndrome de China" para describir la fundición de un reactor nuclear a través de su contenedor, y la posterior penetración de este a través de la capa de cemento debajo de este, con la consecuente irrupción de una masa caliente de combustible nuclear en el suelo circundante al edificio.
Basó sus declaraciones en informes de un grupo de trabajo de físicos nucleares encabezado por el doctor W.K. Ergen, que publicó sus informes iniciales en 1967.
A pesar de algunos accidentes nucleares, como el de Three Mile Island de 1979, o la fusión del núcleo durante el Accidente de Chernóbil de 1986, el síndrome de China es una hipótesis teórica ciertamente muy exagerada, y su consecuencia última (aparición del núcleo en las antípodas) está en contra de toda física elemental.

## En la cultura popular
- La popularización del concepto relativo al peligro de un hipotético accidente nuclear de ese tipo se debe sobre todo a una película de 1979 llamada justamente El síndrome de China (The China syndrome).

- En un episodio de Los Simpson titulado The trouble with trillions (literalmente El problema con los billones), en la versión original en inglés, Homer Simpson, empleado de la planta nuclear de Springfield, afirma haber sido responsable de "tres fusiones de reactores (meltdowns) y "China syndrome" ("un síndrome de China", "efecto dragón" en el doblaje latinoamericano) y no haber sido despedido a pesar de ello.

- En Godzilla vs. Destoroyah, se predice que el núcleo de un reactor nuclear entrará en una inmensa versión de un "síndrome de China", que resultará en la destrucción de la Tierra al alcanzar una temperatura de 1.200 grados centígrados. No obstante, esa situación potencial es finalmente evitada.

- En la novela La caza al Octubre Rojo (The hunt for Red October) el submarino soviético Politovskiy resulta hundido debido a un "síndrome de China", como lo notaría posteriormente el teniente Ames.

- Un efecto similar es predicho en la también novela Dune messiah (Mesías de Dune, 1969) de Frank Herbert, en la cual combustible nuclear enterrado en la corteza del planeta tiene la potencialidad de incluso destruirlo.